# Mazda Chantez
Mazda Chantez (кодовое обозначение — KMAA) — двухдверный кей-кар, представленный в июле 1972 года японской компанией Mazda.

## Описание
Chantez оснащался двухтактным двигателем «AA» мощностью 26 кВт (35 л. с.), который также применялся в Mazda Porter. Максимальная скорость — 115 км/ч. До 100 км/ч автомобиль разгоняется за 35,8 секунды. В конце 1974 года автомобиль претерпел небольшой фейслифтинг.
Двигатель устанавливался продольно в передней части автомобиля. Привод — задний. Запасное колесо устанавливалось рядом с двигателем с правой стороны.
Название chantez является вторым лицом множественного числа настоящего времени, указывающим на chanter, что в переводе с французского языка означает «петь».

Комплектации: L, LX, GL, GF, GL II и GF II.
- Роторный двигатель 3A, первоначально предназначавшийся для Chantez
- Вид сбоку
- Вид сзади
- 1974 Mazda Chantez GL

## Chantez EV
Mazda Chantez EV — концепт-кар, разработанный компанией Mazda в рамках схемы, финансируемой правительством AIST. Автомобиль был представлен в 1972 году на Токийском автосалоне.
Chantez EV отличался уникальным внешним видом без радиаторной решётки, что помогло повысить аэродинамическую эффективность. В то же время Chantez EV стал первым автомобилем Mazda с рекуперативным торможением.
Chantez EV был оснащён одним электродвигателем мощностью 8,0 кВт (10,9 л. с.), установленным сзади. Привод — задний. Ёмкость аккумулятора составляет 9,6 кВт·ч. Заявленная максимальная скорость — 65 км/ч, а заявленный запас хода — около 65 км.